# Moritz Meißner
Moritz Meißner (* 11. Juni 1997 in Cottbus) ist ein ehemaliger deutscher Radsportler, der vorwiegend in Kurzzeitdisziplinen auf der Bahn aktiv war.

## Sportlicher Werdegang
2013 holte Moritz Meißner seinen ersten nationalen Titel, als er gemeinsam mit Ivan Turkov und Steve Thieme deutscher Junioren-Meister im Teamsprint wurde. Im Jahr darauf wurde er Vize-Europameister der Junioren im Keirin.
Bei den UCI-Bahn-Weltmeisterschaften der Junioren 2015 im kasachischen Astana errang Meißner zwei Bronzemedaillen, im Sprint sowie im Keirin.

## Erfolge
2013
 Deutscher Meister (Junioren) – Teamsprint (mit Ivan Turkov und Steve Thieme)
2014
- Junioren-Europameisterschaft – Keirin
- Deutscher Meister (Junioren) – Keirin

2015
- Junioren-Weltmeisterschaften – Sprint, Keirin
- Deutscher Meister (Junioren) – Keirin, Sprint, 1000-Meter-Zeitfahren

## Teams
- 2016 Track Team Brandenburg
- 2017 Track Team Brandenburg